# エピロック
エピロック（スウェーデン語: Epiroc AB）は、スウェーデン・ストックホルムに本社を置く土木鉱山機械メーカー。日本法人はエピロックジャパン株式会社。ナスダック・ストックホルム上場企業（Nasdaq Nordic EPI A、Nasdaq Nordic EPI B）。

## 沿革
エピロックのルーツは、産業機械メーカーのアトラスコプコの土木鉱山機械部門である。1873年に設立されたアトラスコプコ前身のアトラス（AB Atlas）は、1905年にロックドリルの生産を開始し、1936年に軽量で持ち運びのできる掘削機を発売、それまで多人数を要した掘削を1人で実行可能な作業に変えたことから国際的な評価を得た。1973年に油圧式ロックドリルを発表、1988年にスウェーデンの競合Secorocを買収、1992年、エレブルーに機械の最終組立と削岩機の製造を行う新工場を開設した。2004年にアメリカ合衆国・テキサス州に拠点を置くインガソール・ランドから土木鉱山機械関連部門を買収、2009年に中国・南京に鉱業と岩盤掘削関連の研究開発センターを開設した。
2017年1月、アトラスコプコは土木鉱山機械部門のスピンオフを発表、翌2018年に新会社としてエピロックが発足、アトラスコプコは全株式を売却し、株式上場企業となった。
世界約60か国に現地法人を持ち、150か国以上で製品を販売している。地域別の売上としては、アジア太平洋地域、ヨーロッパ、北米が各20％台であり、中東アフリカやラテンアメリカまで広く分散している。

## 日本法人
日本法人「エピロックジャパン株式会社」（Epiroc Japan KK）は、本国法人の設立を受け、アトラスコプコ日本法人の土木鉱山機械事業部が独立する形で設立された。クローラドリルやローダー、また岩盤掘削機器などの土木鉱山機械を販売、またアフターサービスを行っている。横浜市都筑区（川和町）にオフィス及び生産拠点を持っていたが、2023年4月1日付で生産拠点を中国（南京）に、オフィスを横浜市西区（みなとみらい）に移転した。
尚、横浜工場は1952年に設立された「東京流機製造株式会社 本社（横浜工場）」として発足し、1975年、米国インガソール・ランド社傘下、1995年より「インガソール・ランド株式会社 横浜工場」に社名変更、2004年にアトラスコプコ傘下に入り「アトラスコプコ株式会社 横浜工場」と社名変更、2018年より「エピロックジャパン株式会社」として稼働していた。